# タラデガ・スーパースピードウェイ
タラデガ・スーパースピードウェイ (Talladega Superspeedway) は、アラバマ州のタラデガに存在するオーバルトラック。1周2.66マイル（4,280 m）。観客席数は14万3231席。
1969年に飛行場跡を改修して作られた古いトラックである。NASCARはネイションワイド・シリーズは春、キャンピング・ワールド・トラック・シリーズは秋の1回開催。スプリントカップシリーズは春秋の2回開催。

## トラックの特徴
- コース概要

|                              | 個数                         | 長さ                     | バンク角                  |
| ---------------------------- | ---------------------------- | ------------------------ | ------------------------- |
| フロントストレート           | 1                            | 4300フィート（1310.6 m） | 16.5°（トライオーバル部） |
| バックストレート             | 1                            | 4000フィート（1219.2 m） | 3°                        |
| ターン1,ターン2              | 2                            | -                        | 33°                       |
| ターン3                      | 1                            | -                        | 32.4°                     |
| ターン4                      | 1                            | -                        | 32.5°                     |
| 全長：2.66マイル（4280.9 m） | 全長：2.66マイル（4280.9 m） | 路面：アスファルト       | 路面：アスファルト        |

コーナーバンクが最大33度と、ブリストルが改修されてからは全トラック中1位となったハイバンクトラックであり、コースレイアウトはデイトナを0.16マイル延長した形のトライオーバル。リストリクタープレート・レースであるが、そのスピードレンジは極めて高い。
ブレーキはピットイン時以外に必要無く、またアクセルコントロールも必要無い。レース中は常に壮絶なドラフティング合戦になる。ドライバーがドラフティングしようとするあまり、車間距離センサーが0インチどころかマイナス側を示すほどにバンパーtoバンパーの走行が頻発する。コースの特性ゆえ単独走行でタイムを稼ぐのは不可能であり、ゴール寸前まで数十台による超接近戦が繰り広げられる。
このドラフティング合戦は、バンクがきつい事からターン中でも最大5列に及び、その姿形からドラフティング・トレインなどと呼ばれる。この接戦を上手く渡り歩けば一気に10ランク以上挽回できる可能性もある事から、最後まで分からない、誰でも勝てると度々言われるほど予測不可能なレースとなる。
なおデイトナと違うところは、コントロールラインがターン1側に寄っている点である。ファイナルラップ最後のコーナーがフロントストレッチのカーブに該当するため、最後のチャンスを目論んだゆえの接触、といったドラマが起こってしまうことがある。

## 最も危険なトラック (Most Dangerous Track・Talladega)
デイトナ以上に全開で走行できる上、常に200 mph（320 km/h）近いスピードでバンパーtoバンパーの超接近戦を繰り広げるという理由もあり、事故確率が異常とも言えるほど高い。他車のバンパーを少し角度を変えて押すだけで、ターン・ストレートを厭わず簡単にコントロールを失い、ウォールへ向けて飛んでいく。それがスタート直後やリスタートから数周経った2 - 5列に渡るドラフティング・トレインの中で起これば、当然後続を巻き込んだ多重クラッシュ（いわゆる『ビッグ・ワン』）が発生する。
危険なのはドライバーだけでなく観客も同様である。このような超高速でスピンすると、ルーフフラップによる減速はあるものの、マシンはいとも簡単に浮き上がってしまう。1987年にはボビー・アリソンがフロントストレッチ側でスピンから浮き上がってしまい、キャッチフェンスへ直撃。衝撃で約100フィート（30 m）に渡ってキャッチフェンスが吹き飛び、観客が巻き添えとなり飛散した破片で負傷する大クラッシュが発生した。これを機に、デイトナとタラデガではリストリクタープレートの装着が義務付けられた。それまでは、最高速が単独走行ですら220mph(354km/h)という全トラック中最速のコースであったが、リストリクター導入後に単独走行190 mph（305 km/h）まで落ち着いた。しかし、ターンでの減速が無いために、平均周回速度200 mphを超えるミシガン以上に危険なトラックであることに変わりはない。
このようにドライバーに限らず観客にも危険が及ぶ事例のあることが、デイトナ以上の最も危険なトラック (Most Dangerous Track) と言われる所以である。改修があってもハードクラッシュを演じ続けるこのトラックは、関係者の中で「宝くじ」とまで呼ばれている。
後述の1987年の事故を現地取材したエド・ヒントンによると、事故で大きく破断したフェンスの周りに陣取っている観客にインタビューしたところ、彼らは「事故の時この席にいた観客が避難して席が空いたのでここに座る事にした。危険である事は分かっているが、（自分が応援している）デイル・アーンハートが勝利するチャンスが僅かでも残っている限り、その瞬間を間近で見届けたいんだ。」と語ったとしており、ある程度のリスクは承知の上で観戦に望む事がファンの間でも心構えとして必要であり、それを承知できない者はNASCARの観戦に訪れるべきでは無い事を改めて認識したとしている。ドライバーや観客の勇気の一方で、保険会社からはNASCAR運営陣に対して「平均周回速度を200マイル（約320 km/h）以下に抑えなければ、レースイベントに対する損害保険の価格を大幅に高騰させる」という警告も繰り返されており、NASCARは1987年以降安全性とスリルの両立に苦心しながら様々な安全対策を施しているとしている。

### 特筆すべき事故

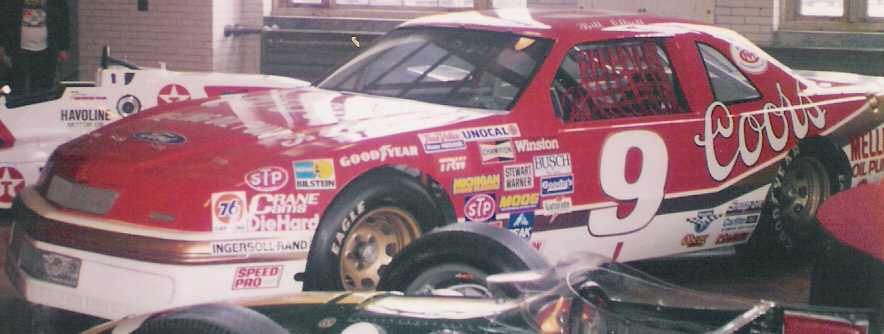
ビル・エリオットが212.809 mphの予選周回速度を記録したフォード・サンダーバード

1987年のウインストン500
1987年のNASCARウインストン・カップシリーズは、ビル・エリオットがフォード・サンダーバードを駆り、2月の1987年のデイトナ500で210.364 mph（338.548 km/h）の史上最速レコードを樹立しており、このレースでも4月30日の予選で212.809 mph (342.483 km/h)を叩き出し、マッスルカー全盛期の60年代末のエアロ・ウォリアー以降では最速の時代が到来していた。この数日後の5月8日に1987年のインディ500予選(ポール・デー)にて、ボビー・レイホール(ローラ T87/00、コスワースDFXターボ)が記録したインディカーの予選最高速度が216.609 mph (348.598 km/h)である事から、当時のストックカーがいかに速かったかが窺い知れる。ビルの所属するメリング・レーシングは「世界最速のレーシングカー」として"212.809"の数字をメディアに大々的に喧伝していたが、チーム関係者の間では「余りにも速くなりすぎているのではないか？」との懸念が漂い始めており、特にシボレー・モンテカルロSSを採用しているチームでは、ドライバーから「第3ターンで後輪が舗装から浮き上がるような感覚がある。」という報告がされている状況であった。シボレーユーザーのチーム・オーナーの一人、ジュニア・ジョンソンはオフィシャルに対して「タラデガの速度域は人の能力の限界を超えつつある。何か対策をすべきではないか？」と進言したが、NASCARは当時全米で繰り広げられていた"212.809"の報道に浮かれ、何も行われる事は無かった。
事故は5月3日の本戦22周目で発生した。50歳のベテランドライバー、ボビー・アリソンのNo.22ビュイック・ルセーバーの右リアタイヤが第3ターン手前で突然バースト、車はスピンしながら後部から浮き上がり、フィニッシュライン付近で金網製のキャッチフェンスに引っ掛かるように激突した。幸いにもキャッチフェンスには太さ4インチのワイヤーがバックアップとして張られており、このワイヤーがゴム紐のように伸びて3400ポンド（約1.5トン）の車体が時速200マイル（320 km/h）以上で突っ込んでくる衝撃を受け止めた事により、100フィート（約30 m）に渡って金網が破断したにもかかわらず、車体が観客席に飛び込む最悪の事態だけは回避できた。しかし、事故により最前列に座っていた観客5名が飛散した破片で負傷した。3人はトラック内のメディカルセンターでの治療のみで済む軽傷であったが、2人は入院を要する重傷で、うち女性一人は眼球を負傷し失明した。幸運にも死者は一人も出なかったが、直前まで過熱していた"212.809"の数字が一人歩きする形となり、NASCARは一転してメディアから激しい非難を浴びる事となった。
当時現場に居合わせていたESPNの記者エド・ヒントン (スポーツ記者)の取材によると、事故を大惨事から防いだ2本のワイヤーが誰の提案で設置されたものかはトラックの安全管理者を含めて誰も把握していなかったとしており(ビル・フランス・ジュニアの提案との説もあったが、2007年に彼が死亡していた事により確認は出来なかった)、このワイヤーがもしも設置されていなければ、ボビーの事故は1955年のル・マン24時間レースの事故を上回る、NASCARの存続すら危ぶまれる史上最悪の事故となった事は避けられなかっただろうと結論づけている。事故直後は後輪がバーストした理由が不明であり、観客が投げ込んだビール瓶を踏んだ為とも噂されたり、オフィシャルも「350 km/hの超高速域にタイヤが耐えられない事」をリストリクタープレートの導入の直接の動機付けとしていたが、その後の調査によりバーストの原因はボビー車が事故の寸前にエンジンブローを起こしており、自身のエンジンから飛散した破片を後輪が踏み付けたものによる事が判明した。
当時26歳のルーキードライバー、デイビー・アリソンはNo.28フォードの車中から父ボビーが遭遇した恐ろしいクラッシュを目撃したが、父がオフィシャルに救出されるのを見届けると一念奮起してこのレースで勝利を飾った。ボビーは後年事故を振り返り「自身が無傷で済んだ事と、観客が過剰に傷つけられなかった事を主に感謝している。あれは誰にも避けられない事故だった。」と述べている。
しかしボビーにはその後も不幸が続き、この年のデイトナ第2戦であるペプシ・ファイアークラッカー400(現コークゼロ400)でこそビュイックにシーズン唯一の勝利をもたらしたが、翌1988年シーズンのポコノ・ミラー・ハイライフ500(現アクサルタ"ウィー・ペイント・ウィナーズ"400)ではジョコー・マギーアコモに自身の左側面から突っ込まれるTボーン・クラッシュを起こしてレーサーからの引退に追い込まれており、1992年には息子のクリフォード・アリソンがブッシュ・シリーズのミシガン・デトロイトガスケット200(現メナーズ250)の練習走行中の事故で死亡。1993年にはクリフォードの兄デイビーも友人であるデビッド・ボンネット(ニール・ボンネットの息子)のブッシュシリーズデビュー戦(フラム・フィルター500K)を観戦する為にヘリコプターでタラデガに乗り付けた際、トラックのインフィールドに墜落する航空事故を起こして死亡(助手席に乗り合わせたチーフ・メカニックのレッド・ファーマーは生還)、ボビー自身も1996年に妻ジュディと離婚を経験するという受難を受けている。ボビーは2000年にジュディと再婚し、2015年に死別するまで大過なく過ごしているが、1993年のデイビーの事故死に関わったニール・ボンネットは直後に行われたタラデガのダイハード500(現ヒルマンズ500)にて、87年のボビーと同じようなエアボーン・クラッシュを起こし(この事故がルーフフラップ導入の契機となっている)、翌1994年のデイトナ500で遂に事故死してしまった。ボビーにまつわる一連の不幸は、アメリカではタラデガの呪いと呼ばれるジンクスの一つとして語られる事も多い。
2009年のアーロンズ499
アーロンズ499と銘打たれたこの年の春期レースでは、2度のビッグ・ワンに加え観客を巻き込む事故が発生した。
7周目:スタート時点でポイントリーダーであったジェフ・ゴードンがマット・ケンゼスのテールスライドを受け止めてしまいウォールへと直行。これにマーク・マーティンら後続が一気に巻き込まれ14台がクラッシュ。そのうち4台がリタイアし、4台は復帰出来たものの修復に長時間を取られ、優勝争いから脱落した。
179周目：デニー・ハムリンがポールポジションスタートのファン・パブロ・モントーヤを突く形でモントーヤがスピン、これにロビー・ゴードンが体当たりされウォールに直行、他にも避けきれなかったジミー・ジョンソンもウォールにヒットし9台がクラッシュ、うち7台がリタイアした。
最終周：カール・エドワーズがファイナルラップのホームストレッチ上コーナーで、インラインを走っていたブラッド・ケセロウスキーをブロックする形で接触、バランスを崩したエドワーズはスピンし浮上した。さらに後方を走っていたライアン・ニューマンを踏みつけながらキャッチフェンスへと突っ込み、飛んできた破片に当たり観客6人が負傷した。
これらの事故を受け、同年秋開催よりキャッチフェンスをかさ上げし、車両側ではリストリクタープレートを小径化、さらにターン中のバンプドラフト（先行車へのプッシュ）を禁止する処置を行った。しかし、この年の秋期レースである2009年のアンプ・エナジー500では、183周目に前の車に詰まったライアン・ニューマンがスピンから後ろを向き浮上、車両は上下逆の状態で停止した。この事故でロールケージが潰れ、通常の方法で車外へ出られなくなったため、ロールケージを切断して救出された。
2012年のグッドサム・ロードサイド・アシスタンス500
最終周：先頭を走行していたトニー・スチュワートが、ラインを左に変更しようとした際マイケル・ウォルトリップと接触、さらにバランスを崩したウォルトリップが直後のケーシー・メアーズと接触し、3台ともスピン。これに4ワイドを形成していた後続が次々と巻き込まれ、25台がクラッシュした。

## その他
- 2021年10月2日に行われたNASCARのレースでブランドン・ブラウンが優勝。この優勝インタビューの際にレポーターが発した「レッツゴー・ブランドン」がジョー・バイデン大統領への不満を意味する隠語として用いられるようになった[4]。

## レコード
- 最多勝 - デイル・アーンハート（10回）
- 最多トップ5 - デイル・アーンハート（23回）
- 最多トップ10 - デイル・アーンハート（27回）
- 最多出走 - デイヴ・マーシス, テリー・ラボンテ（61回）
- 最多ポールポジション - ビル・エリオット（8回）
- 最多ラップ - マイケル・ウォルトリップ（10181ラップ）
- 最多リードラップ - デイル・アーンハート（1377ラップ）
- スプリントカップシリーズ予選レコード - ビル・エリオット（212.809 mph/44.998秒、1987年）
- ネイションワイドシリーズ予選レコード - ジョン・ネメチェック（192.878 mph/49.647秒、1996年）

ストックカーの非公式トラックレコードは、2004年にラスティ・ウォレスがリストリクタープレート非装着のネクステルカップ車で記録した216.309 mph（44.27秒）である。また、1975年にはマーク・ダナヒューがポルシェ・917を用いて221.160 mph、クローズドサーキットにおける当時の最高平均速度記録を樹立した。